# Mistrzostwa Świata w Short Tracku 2006
31. Mistrzostwa Świata w Short Tracku odbyły się w amerykańskim Minneapolis, w dniach 29–31 marca 2006 roku.

## Klasyfikacja medalowa
| Lp. | Kraj              | Złoto | Srebro | Brąz | Razem |
| 1.  | Korea Południowa  | 7     | 3      | 4    | 14    |
| 2.  | Kanada            | 3     | 2      | 5    | 10    |
| 3.  | Chiny             | 2     | 7      | 0    | 9     |
| 4.  | Stany Zjednoczone | 0     | 0      | 2    | 2     |
| 5.  | Włochy            | 0     | 0      | 1    | 1     |

## Medaliści
| Konkurencja | Złoto                                                                                      | Srebro                                                                  | Brąz                                                                               |
| Mężczyźni   |                                                                                            |                                                                         |                                                                                    |
| 500 metrów  | François-Louis Tremblay                                                                    | Li Haonan                                                               | Lee Ho-suk                                                                         |
| 1000 metrów | Ahn Hyun-soo                                                                               | Lee Ho-suk                                                              | Charles Hamelin                                                                    |
| 1500 metrów | Ahn Hyun-soo                                                                               | Lee Ho-suk                                                              | Oh Se-jong                                                                         |
| 3000 metrów | Charles Hamelin                                                                            | François-Louis Tremblay                                                 | Oh Se-jong                                                                         |
| Wielobój    | Ahn Hyun-soo                                                                               | Lee Ho-suk                                                              | François-Louis Tremblay                                                            |
| Sztafeta    | Kanada · François-Louis Tremblay · Charles Hamelin · Mathieu Turcotte · Jonathan Guilmette | Chiny · Li Ye · Li Haonan · Sui Baoku · Cui Liang                       | Stany Zjednoczone · Alex Izykowski · Anthony Lobello · J. P. Kepka · Jordan Malone |
| Kobiety     |                                                                                            |                                                                         |                                                                                    |
| 500 metrów  | Wang Meng                                                                                  | Fu Tianyu                                                               | Kalyna Roberge                                                                     |
| 1000 metrów | Jin Sun-yu                                                                                 | Wang Meng                                                               | Kalyna Roberge                                                                     |
| 1500 metrów | Jin Sun-yu                                                                                 | Wang Meng                                                               | Choi Eun-kyung                                                                     |
| 3000 metrów | Jin Sun-yu                                                                                 | Wang Meng                                                               | Allison Baver                                                                      |
| Wielobój    | Jin Sun-yu                                                                                 | Wang Meng                                                               | Kalyna Roberge                                                                     |
| Sztafeta    | Chiny · Wang Meng · Fu Tianyu · Cheng Xiaolei · Zhu Milei                                  | Kanada · Kalyna Roberge · Amanda Overland · Tania Vicent · Alanna Kraus | Włochy · Katia Zini · Mara Zini · Marta Capurso · Arianna Fontana                  |